# 克氏古鸟龙
克氏古鸟龙（学名："Palaeornis" cliftii）为仅从英国早白垩世（凡蓝今期）上坦布里奇韦尔斯砂岩组发现的一个不完整肱骨所获知的翼龙目物种。

## 发现与命名
“克氏古鸟龙”是英国最早发现的翼龙之一，有着长而复杂的命名历史。其最初被吉迪恩·曼特尔（1837年，1844年）鉴定为一种史前鸟类，后由吉贝尔（1847年）和欧文（1846年，1859年）鉴别为一种翼龙，并先后命名为鸟形翼手龙（Pterodactylus ornis）及森林翼手龙（P. silvestris respectively）。莱德克（1888年）与胡利（1914年）曾将该物种临时归入鸟掌翼龙，尽管其正模标本NHM UK 2353/2353a与鸟掌翼龙模式种的正模标本无重叠部分。韦尔恩霍费尔（1978年）则将其列为鸟掌翼龙科地位未定物种。
威顿等人（2009年）重新研究正模标本后认为“克氏古鸟龙”不属于鸟掌翼龙科，并根据肱骨与枪嘴翼龙的相似性将其归入枪嘴翼龙科。阿韦里亚诺夫（2012年，2014年）则在对鸟嘴翼龙的重新评估中，将该分类单元归为分类不明的神龙翼龙超科。
属名“Palaeornis”早在1825年就已被维格斯用于命名一种鹦鹉。曼特尔显然意识到了这一点，并在后期某些文献中采用“Palaeornithis”（曼特尔，1848年）一名作为替代。